# Studia Geohistorica
Studia Geohistorica. Rocznik historyczno-geograficzny – rocznik ukazujący się od 2013, pierwotnie w Starych Babicach, później w Warszawie. Do numeru piątego (2017) wydawcą była Fundacja Centrum Geohistorii, od numeru siódmego (2018) wydawcami są Instytut Historii im. Tadeusza Manteuffla Polskiej Akademii Nauk oraz Polskie Towarzystwo Historyczne. Czasopismo ukazuje się pod patronatem Komisji Geografii Historycznej Polskiego Towarzystwa Historycznego. Redaktorem naczelnym jest dr hab. Bogumił Szady, prof. IH PAN/KUL. Periodyk prezentuje badania z pogranicza geografii i historii, w tym z historii kartografii, geografii historycznej i Historical GIS.